# فيكتوريا كوروكناي
فيكتوريا كوروكناي (بالمجرية: Koroknai Viktória)‏ (من مواليد 2 يونيو 1979 في سيكشفهيرفار) هي لاعبة كرة قدم مجرية متقاعد.
مثلت المجر على مستوى المبتدئين وكانت جزءًا من الفريق الذي احتل المركز الرابع في بطولة العالم للشباب في عام 1999. 

## روابط خارجية
- Viktória Koroknai لمحة عن تمثيل فريق Veszprém Barabás KC
- Viktória Koroknai الإحصاءات المهنية على Worldhandball.com